# がしんたれ
『がしんたれ』は、菊田一夫による小説、及びそれを原作とした舞台化・ドラマ化作品である。

## 概要
幼少時に養子にされて台湾で育ち、大阪・神戸で丁稚奉公をした菊田一夫の自伝的小説で、1958年から週刊朝日に連載され、1959年に光文社から単行本が刊行。「がしんたれ」とは大阪弁で意気地なしの意味。
1960年に芸術座で舞台化された他多数公演。芸術座では、菊田の少年時代を中山千夏が演じた。
1963年にフジテレビでドラマ化され、1979年にも東海テレビでドラマ化された。

## 出版書誌
1958年5月から1959年3月「週刊朝日」で連載し、1959年4月に光文社で単行本刊行、1961年に角川文庫で再刊され、舞台・ドラマ化もあり多数重版したが1990年代には絶版になった。今日では高い古書値となっている。
舞台化脚本「がしんたれ 青春篇」は『菊田一夫戯曲選集』（全3巻、演劇出版社、1965.5～1967.5）の2巻目に収録されている。

## TVドラマ

### 1963年版
1963年7月3日 - 12月25日にフジテレビにて放送された。放送時間は水曜22:15 - 22:45。

#### キャスト
- 池田秀一 - 主人公：竹村和吉 役
- 永井智雄
- 山茶花究
- 千石規子 - 美也子 役
- 三井弘次
- 河津清三郎
- 風見章子
- 天野新二
- 真山知子

#### スタッフ
- 演出：吉田央
- 脚本：浅川清道
- 制作：フジテレビ、東宝

| フジテレビ系 水曜22:15 - 22:45枠 | フジテレビ系 水曜22:15 - 22:45枠 | フジテレビ系 水曜22:15 - 22:45枠 |
| 前番組                           | 番組名                           | 次番組                           |
| -------------------------------- | -------------------------------- | -------------------------------- |
| 白昼の死角 （木村功版）          | がしんたれ                       | 南の島に雪が降る （ドラマ版）    |

### 1979年版
1979年10月1日 - 12月28日に東海テレビの昼ドラマ枠（13:30 - 14:00）にて放送された。

#### キャスト
- 中村玉緒
- 田中和洋
- 藤岡琢也
- 松村達雄
- 市原悦子
- 春川ますみ
- 三橋達也
- 加茂さくら
- 斉川一夫

#### スタッフ
- 演出：浜忠臣、矢崎一雄
- 脚本：花登筺、村尾昭、浅川清道
- プロデューサー：平松敏男、渡辺光矩、宇野博之

| 東海テレビ制作 昼ドラマ              | 東海テレビ制作 昼ドラマ               | 東海テレビ制作 昼ドラマ               |
| 前番組                               | 番組名                                | 次番組                                |
| ------------------------------------ | ------------------------------------- | ------------------------------------- |
| じょっぱり （1979.1.22 - 1979.9.28） | がしんたれ （1979.10.1 - 1979.12.28） | ぬかるみの女 （1980.1.7 - 1980.9.26） |

## 舞台化作品
1960年に芸術座で舞台化された。大阪の梅田コマ劇場で1961年8月に公演されている。1994年にも芸術座で舞台化されている。
作者の菊田は「がめつい奴」「がしんたれ」で、1961年の第11回芸術選奨文部科学大臣賞（演劇部門）を受賞した。

### 舞台劇「がしんたれ 青春篇」1960年
- 公演舞台：有楽町 芸術座、1960年10月 - 1961年[4]
- 演出：菊田一夫
- 脚本：菊田一夫
- 出演：久保明、八千草薫、榎本健一、三遊亭圓生（6代目）、土田早苗、森光子、ほか

### 舞台劇「がしんたれ」1994年
- 芸術座、1994年7月 - 8月
- 演出：
- 脚本：菊田一夫
- 出演：渡辺卓、生稲晃子、いとうまい子、石黒賢、川上たけし、ほか